# لیزا داوینا فیلیپ
لیزا داوینا فیلیپ بازیگر و خواننده بریتانیایی است. فیلیپ بازیگری را در اوایل نوجوانی آغاز کرد.
فیلیپ چندین بار در تلویزیون حضور داشته است که از جمله آنها می‌توان به موارد زیر اشاره کرد: پرل مک دونالد (سریال معمولی) در سلطنتی امروز ; کشیش کاترین ریپلی سریال بی‌بی‌سی پزشکان ; خانم بارات در خانه درختی سیب (سی‌بیبیز) و حضور در بی‌بی‌سی درام یکشنبه شب به ماما زنگ بزن
او در فیلم طنین جنگل بازی کرده است.